# Проскуровский укреплённый район
13-й укреплённый район — Проскуровский (ПроУР) — воинское соединение в РККА Вооружённых Сил СССР до и во время Великой Отечественной войны.

## История
Укреплённый район строился в Киевском военном округе.
Весной 1931 года 52-е Управление начальника работ (52-е УНР) возглавлял Ю. Саблин, заместителем по организационно-хозяйственной части был А. И. Шебунин, 52-е УНР инженерно-строительных войск было занято на строительстве Проскуровского укреплённого района. В течение трёх лет 52-е УНР построило между Ялтушковым и Каменец-Подольском мощную линию обороны, в которой насчитывалось более 1000 различных боевых укреплений. Многие объекты были так тщательно замаскированы, что даже вблизи трудно было догадаться об их подлинном назначении. ( Данное сообщение имеет ошибку. 52 УНР в это время строило Летичевский УР а не Проскуровский. Эта ошибка попала в историю из воспоминаний Шебунина. )
26 июля 1938 года Главный Военный совет Красной Армии Киевский военный округ преобразовал в Киевский Особый военный округ и создал в округе армейские группы. Проскуровский укреплённый район вошёл в состав Винницкой армейской группы.
Проскуровский УР строился в 1939 году и по плану должен был иметь 7 узлов обороны состоящих из 24 опорных пунктов. Реально построено 26 сооружений в 1 узле обороны в трёх опорных пунктах.  
16 сентября 1939 года Проскуровский укреплённый район № 13 вошёл в состав Волочиской армейской группы.
17 сентября войска Красной Армии Советского Союза перешли советско-польскую границу, начался освободительный поход рабочих и крестьян от гнёта капиталистов и помещиков в Польшу, Западную Украину. В составе Действующей армии Проскуровский укрепрайон находился с 17 по 28 сентября 1939 года.
Летом 1940 развернулось строительство укреплённых районов на новой советско-германской границе. Завершающие работы в укреп.районах, начатых постройкой в 1938—1939 гг., были прекращены. В число этих районов вошёл и Проскуровский район. Район был законсервирован, для проведения сезонных технических обслуживаний оборудования сооружений выделена небольшая команда.
22 июня 1941 года Проскуровский УР вошёл в состав Юго-Западного фронта.

## Полное название
13-й укреплённый район — Проскуровский

## Подчинение
- Киевский военный округ (1938-26.07.1938);
- Винницкая армейская группа Киевского Особого военного округа (26.07.1938—11.09.1939);
- Винницкая армейская группа Украинского фронта (11.09.1939—16.09.1939);
- Волочиская армейская группа Украинского фронта (16-24.09.1939);
- Киевский Особый военный округ (26.10.1939-1940), УР законсервирован;
- Киевский Особый военный округ (4.06.1941—22.06.1941);
- Юго-Западный фронт (с 22.06.1941)

## Командование
Начальник 52-го Управления начальника работ (52-е УНР):
- Ю.Саблин (…-1931-1934)

Заместитель начальника работ по организационно-хозяйственной части:
- А. И. Шебунин (1931—1934)

## Состав
На 1.09.1939:
- управление района
- 141-й отдельный пулемётный батальон:

- 1,2-я пулемётные роты,
- 1,2-е отделения противотанковых орудий.

- автотранспортный взвод
- тыловые учреждения
- дополнительный кадр управления стрелковой дивизии — 10 чел.

На 16.09.1939:
- управление района
- 141-й отдельный пулемётный батальон:

- 1,2-я пулемётные роты,
- 1,2-е отделения противотанковых орудий.

- автотранспортный взвод
- тыловые учреждения

## Боевая деятельность

### 1931 год
В 1931—1934 гг. 52-е Управление начальника работ инженерно-строительных войск построило между Ялтушковым и Каменец-Подольском мощную линию обороны, в которая имела более 1000 различных боевых укреплений.

### 1939 год
1 июля
В приграничном Проскуровском УРе Каменец-Подольской области сформировать:
- дополнительный кадр управления стрелковой дивизии — 10 чел.
- 141-й отдельный пулемётный батальон 1-го типа, 2-х ротного состава, с двумя отделениями противотанковых орудий. Всего — 323 чел.
- автотранспортный взвод — 16 чел.
- кадр тыловых учреждений — 27 чел.

В г. Проскурове дислоцировалась 23-я легкотанковая бригада (быстроходные лёгкие танки БТ).
В г. Проскурове дислоцировалось управление Кавалерийской армейской группы.
1 сентября
1 сентября началась германо-польская война.
4 сентября с разрешения СНК СССР Народный комиссар обороны СССР отдал приказ о задержке увольнения в запас отслуживших срочную службу красноармейцев и сержантов на 1 месяц и призыв на учебные сборы военнообязанных запаса в КОВО.
6 сентября около 24:00 Народный комиссар обороны СССР прислал командующему войсками КОВО командарму 1-го ранга С. К. Тимошенко директиву о проведении «Больших учебных сборов» (далее БУС) являвшихся скрытой частичной мобилизацией.
7 сентября начались мобилизационные мероприятия под названием «Большие учебные сборы» в КОВО и Винницкой армейской группе.
11 сентября КОВО выделил управление Украинского фронта и войска, входящие в него. Командующим войсками фронта назначен командарм 1-го ранга С. К. Тимошенко.
14 сентября Военному совету КОВО направляется директива Народного комиссара обороны СССР Маршала Советского Союза К. Е. Ворошилова и Начальника Генерального штаба РККА командарма 1-го ранга Б. М. Шапошникова за № 16634 «О начале наступления против Польши». В директиве поставлена задача к исходу 16 сентября скрытно сосредоточить и быть готовым к решительному наступлению с целью молниеносным ударом разгромить противостоящие польские войска.
15 сентября войска Винницкой армейской группы Украинского фронта в основном завершили мобилизацию и сосредоточились в исходных районах у советско-польской границы.
16 сентября управление Винницкой армейской группы переименовано в управление Волочиской армейской группы с управлением в г. Волочиск. Командующим войсками Волочиской группы назначен командующий войсками Винницкой армейской группы Голиков Ф. И. Проскуровский укреплённый район № 13 вошёл в состав Волочиской армейской группы.
В состав группы вошли 17-й стрелковый корпус с приданными 38-й лёгкотанковой бригадой (с лёгкими танками Т-26) и 10-й тяжёлой танковой бригадой (со средними танками Т-28), 2-й кавалерийский корпус с приданной 24-й лёгкотанковой бригадой (с быстроходными лёгкими танками БТ), Староконстантиновский укреплённый район № 14, Проскуровский укреплённый район № 13, авиационные и другие специальные части.
Проскуровский укреплённый район состоял:
- управление района
- 141-й отдельный пулемётный батальон:

- 1,2-я пулемётные роты,
- 1,2-е отделения противотанковых орудий.

- автотранспортный взвод
- тыловые учреждения

Задача группы нанести мощный и решительный удар по польским войскам и быстро наступать на м. Трембовля, г. Тарнополь, г. Львов и к исходу 17 сентября выйти в район Езерна; к исходу 18 сентября овладеть районом Буск, Перемышляны, Бобрка, имея дальнейшей задачей овладение г. Львов.
17 сентября
17 сентября войска Красной Армии Советского Союза перешли советско-польскую границу, начался освободительный поход рабочих и крестьян от гнёта капиталистов и помещиков в Польшу, Западную Украину.

### 1940 год
Летом 1940 развернулось строительство укреплённых районов на новой советско-германской границе. Завершающие работы в УРах, начатых постройкой в 1938—1939 гг., были прекращены. В число этих районов вошёл и Проскуровский район. Район был законсервирован, для проведения сезонных обслуживаний оборудования сооружений выделена небольшая команда.

### 1941 год
30 июня
В 23:00 командующий войсками Юго-Западного фронта генерал-полковник М. П. Кирпонос издал боевой приказ № 0027, в котором поставил задачи армиям фронта на отвод войск на линию укреплённых районов по бывшей советско-польской границе 1939 года. Армии Юго-Западного фронта к 9 июля должны были отойти на рубеж укреплённых районов Коростенского, Новоград-Волынского, Шепетовского, Староконстантиновского и Проскуровского, где, опираясь на укреплённые районы, организовать упорную оборону полевых войск с выделением в первую очередь артиллерийских и противотанковых средств. Промежуточный рубеж Сарны, р. Случь, Оструг, Скалат, Чортков, Коломыя, Берхомёт (Берегомёт) удерживать до 6 июля.
26-й армии к утру 5 июля отойти на рубеж Медынь Скалат, Гржымалов и, опираясь на укрепления Проскуровского укреплённого района, перейти к прочной обороне. Отход начать с наступлением темноты с 1 на 2 июля. Промежуточные рубежи удерживать: Дунаюв, Брзежаны, Мужылув — до исхода 2 июля; Юзлув, Соколув — до исхода 3 июля; Тарнополь, Трембовля — до исхода 4 июля. Штаб армии до исхода 1 июля — Брзежаны. Сосед слева 6-я армия. Граница армии справа — (искл.) Бердичев, (искл.) Старо-Константинов и далее — прежняя. Сосед слева 12-я армия. Граница армии слева — Казатин, Хмельник, Проскуров и далее прежняя.
Ночью командующий войсками фронта заслушал доклад своего помощника по укреплённым районам генерала Советникова. Советников доложил, что только Коростенский, Новоград-Волынский и Летичевский укреплённые районы можно считать в боевой готовности, так как они заняты хотя и малочисленными, но постоянными подразделениями, состоящими из пулемётных и артиллерийских подразделений. Таким образом, основа огневой системы в них уже создана. С приходом полевых войск обороноспособность этих укрепрайонов резко повысится. Другие же укреплённые районы фактически они не имеют ни готовых к бою огневых сооружений, ни подразделений. В них всё создаётся заново и сейчас. Проскуровский УР также имел низкую готовность к обороне.
Начальник инженерного управления фронта генерал А. Ф. Ильин-Миткевич, руководивший восстановительными работами в укреплённых районах, добавил, что законсервированные огневые сооружения приводятся в порядок, но оружия для них нет. Если отходящие войска своевременно займут укрепления и используют там свои огневые средства, то можно будет максимально использовать их в обороне.
2 июля
На тернопольско-проскуровском направлении командующий войсками 6-й армии генерал Музыченко не смог стабилизировать положение и 2 июля германцы овладели г. Тернополем. Тем самым противник рассёк фронт 6-й армии и стал угрожать тылам 26-й и 12-й армий, а также открывалась возможность движения на г. Проскуров, где находился штаб Юго-Западного фронта. Штаб 6-й армии находился в г. Волочиск.
На линию укреплённых районов уже выходил 49-й стрелковый корпус двухдивизионного состава, направленный сюда ещё 1 июля 1941 года.
24-й мехкорпус командующий развернул на юг для занятия Проскуровского укреплённого района на рубеже Авратин, Волочиск, Каневка, подчинив его командующему войсками 6-й армии. Корпус получил задачу прочно занимая оборону обеспечить отход войск 6-й и 26-й армий.
Дивизии 49-го стрелкового корпуса форсированным маршем вышли к рубежу Ямполь, Теофиполь, Ульяново, который они должны были отстаивать до последней возможности (Старо-Константиновский укрепрайон).
Вторую половину дня 24-й мехкорпус совершал марш в Проскуровский укрепрайон. Штаб Юго-Западного фронта находился в г. Проскуров
3 июля
8:00
Всю ночь 24-й мехкорпус совершал марш в Проскуровский укрепрайон.
Из состава отходивших войск 6-й армии кратковременно выделялись небольшие отряды для сдерживания противника на подступах к Проскуровскому укрепрайону и усиления соединений 24-го мехкорпус. 10-я танковая дивизия 15-го мехкорпус встала в оборону, чтобы защитить переправы через реку Збруч у г. Подволочиск. Штаб 6-й армии находился в г. Волочиск.
12:00
По радио выступил с обращением к советскому народу председатель Государственного Комитета Обороны И. В. Сталин, заклеймил вероломство гитлеровского германского правительства и раскрыл благородные, возвышенные цели Советского Союза в войне против фашистской Германии. И. В. Сталин призвал весь народ подняться на Отечественную войну.
Весь день 24-й мехкорпус совершал марш в Проскуровский укрепрайон.
10-я танковая дивизия 15-го мехкорпуса весь день 3 июля защищала переправы через реку Збруч у г. Подволочиск вела бои по сдерживанию противника на подступах к реке давая возможность войскам и технике перейти на восточный берег. Дивизия отошла только к вечеру, уничтожив за собой переправу. Эти действия позволили 24-му мехкорпусу организованно выйти на линию укреплённого района по реке Збруч в районе города Волочиск.
К исходу 3 июля основные части 24-го мехкорпус, совершив 50-километровый переход из района Лановец, вышли на указанный рубеж и к началу боёв не успевали подготовить оборону в долговременных сооружениях укреплённого района. Соединения 24-го мехкорпус оседлали шоссе Тернополь — Проскуров в районе Волочиска (Проскуровский укрепрайон).
В ночь с 3 на 4 июля штаб фронта переехал из Проскурова в Житомир.
4-й механизированный корпус. Дивизии и корпусные части выводились в резерв фронта и сосредотачивались в Волочиске. В ночь на 4 июля 32-й танковая дивизия должна была сосредоточиться в Волочиске.
4 июля
24-й мехкорпус занимал огневые сооружения Проскуровского укреплённого района по реке Збруч в районе Волочиска. Соединения 24-го мехкорпуса держали под контролем шоссе Тернополь — Проскуров в районе Волочиска.
Германские войска подошли к Новоград-Волынскому укреплённому району, прорвали оборону в Шепетовском укреплённом районе и вышли в район города Шепетовка.
Днём 109-я моторизованная дивизия 5-го мехкорпуса вела уличные бои в Шепетовке.
4 июля штаб фронта находился в Житомире. Штаб 6-й армии в Староконстантинове. Командующий армией генерал-лейтенант И. Н. Музыченко.
Через боевые порядки 24-го мехкорпуса, стоявшего в обороне, отходили разбитые соединения 6-й армии, в том числе остатки 4-го, 8-го и 15-го механизированных корпусов. Они сосредотачивались в тылу 24-го корпуса и приводились в порядок. Измождённые в боях командиры и красноармейцы, проходившие через боевые порядки 24-го мехкорпуса, деморализующе действовали на личный состав соединения, 80 % которого составляли необученые новобранцы.
8-й механизированный корпус. Дивизии и корпусные части выводились в резерв фронта и сосредотачивались в Волочиске.
15-й механизированный корпус. Дивизии и корпусные части выводились в резерв фронта и сосредотачивались в Волочиске.
24-й мехкорпус принял удар германских войск.
4 июля 24-й мехкорпус вместе со своим участком обороны был передан в состав 26-й армии, которая имела задачу оборонять фронт Авратин, Волочиск, Грымайлов; не допуская прорыва противника на Старо-Константинов и на Проскуров.
5 июля
К утру 24-й мехкорпус под давлением противника оставил Волочиск. Командир корпуса получил приказ вернуть оставленные позиции по линии реки Збруч.
Речь И. В. Сталина по радио сыграла большую роль в мобилизации духовных и физических сил народов СССР на священную борьбу со врагом. Возглавили этот подъём партийные организации ВКП(б).
У соседа слева на фронте 12-й армии в 22:00 в районе Гусятин (Каменец-Подольский укрепрайон) прорвались танки противника. В центре и на левом фланге войска держали оборону по реке Серет в 40 км западнее Каменец-Подольского Ур-а.
6 июля
8:00
Утром в связи с прорывом Проскуровского укреплённого района вся 26-я армия получила разрешение Военного совета фронта на отход на линию Кульчины, Копачевка. 24-й мк получил задачу прикрывать отход армии на рубеже Купель, Рабиевка, Войтовцы.
В 10:00 штаб Юго-Западного фронта составил оперативную сводку № 021. Крупные мотомеханизированные части противника наступают в направлениях:
— Кожец, Новоград Волынский;
— Шепетовка, Новый Мирополь;
— Шепетовка, Старо-Константинов.
Одновременно противник развивает активные действия в направлении Волочиск, Проскуров и в районе Гусятин.
Части армий ведут сдерживающие бои и под натиском противника отошли на линию Новоград-Волынского укреплённого района, начали отход из Староконстантиновского укреплённого района и продолжают отход (южнее) по р. Збруч.
26-я армия (по разрешению командующего фронтом) отходит на фронт Кульчины, Копачевка. Штаб 26-й армии в Проскуров.
6 июля ЦК Компартии Украины, Президиум Верховного Совета УССР и Совет Народных Комиссаров республики обратились к украинскому народу с призывом оказать сопротивление вражескому на¬шествию, до конца выполнить священный долг перед Родиной, перед своим народом, поддержать Красную Армию и Красный Флот, по примеру брата — великого русского народа, объединяться в полки народного ополчения.
На фронте 12-й армии по причине прорыва в 22:00 5 июля в районе Гусятин (Каменец-Подольский укрепрайон) танков противника части армии отводятся на р. Збруч в Каменец-Подольский укрепрайон. Штаб 12-й армии в Городок.
24-й мк не испытывая сильного давления от противника до утра 7 июля прикрывал отход 26-й армии на рубеже Купель, Рабиевка, Войтовцы.
9 июля
9 июля укрепления Проскуровского укреплённого района советские войска оставили полностью. Войска 99-й сд, 173-й сд, 192-й гсд 8-го ск находились западнее Ярмолинцы вдоль железной дороги Проскуров-Ярмолинцы-Гусятин.